# Вільяр Веватне
Вільяр Гелланд Веватне (норв. Viljar Helland Vevatne, нар. 9 грудня 1994, Ставангер, Норвегія) — норвезький футболіст, захисник клубу «Вікінг».

## Ігрова кар'єра
Вільяр Веватне народився у місті Ставангер і є вихованцем місцевого клубу «Вікінг». З 2006 року Вільяр виступав за молодіжну команду клубу і у 2013 році підписав з клубом юніорський контракт. Але на дорослому рівні Веватне дебютував у клубі Першого дивізіону - «Брюне».
У 2015 році футболіст перейшов до клубу «Бранн», з яким виграв турнір Першого дивізіону але, у Тіппелізі Вватне не зіграв за команду жодного матчу. Тому наступні два сезони Веватне провів у іншому клубі Першого дивізіону - «Саннес Ульф». У 2018 році Веватне повернувся до рідного клубу «Вікінг», з яким у першому ж сезоні виграв Перший дивізіон, а вже наступного сезону тріумфував у національному кубку.
З 2012 року Вільяр Веватне брав участь у матчах юнацьких збірних Норвегії.

## Досягнення
Вікінг
 Переможець Кубка Норвегії: 2019